# 스마트락

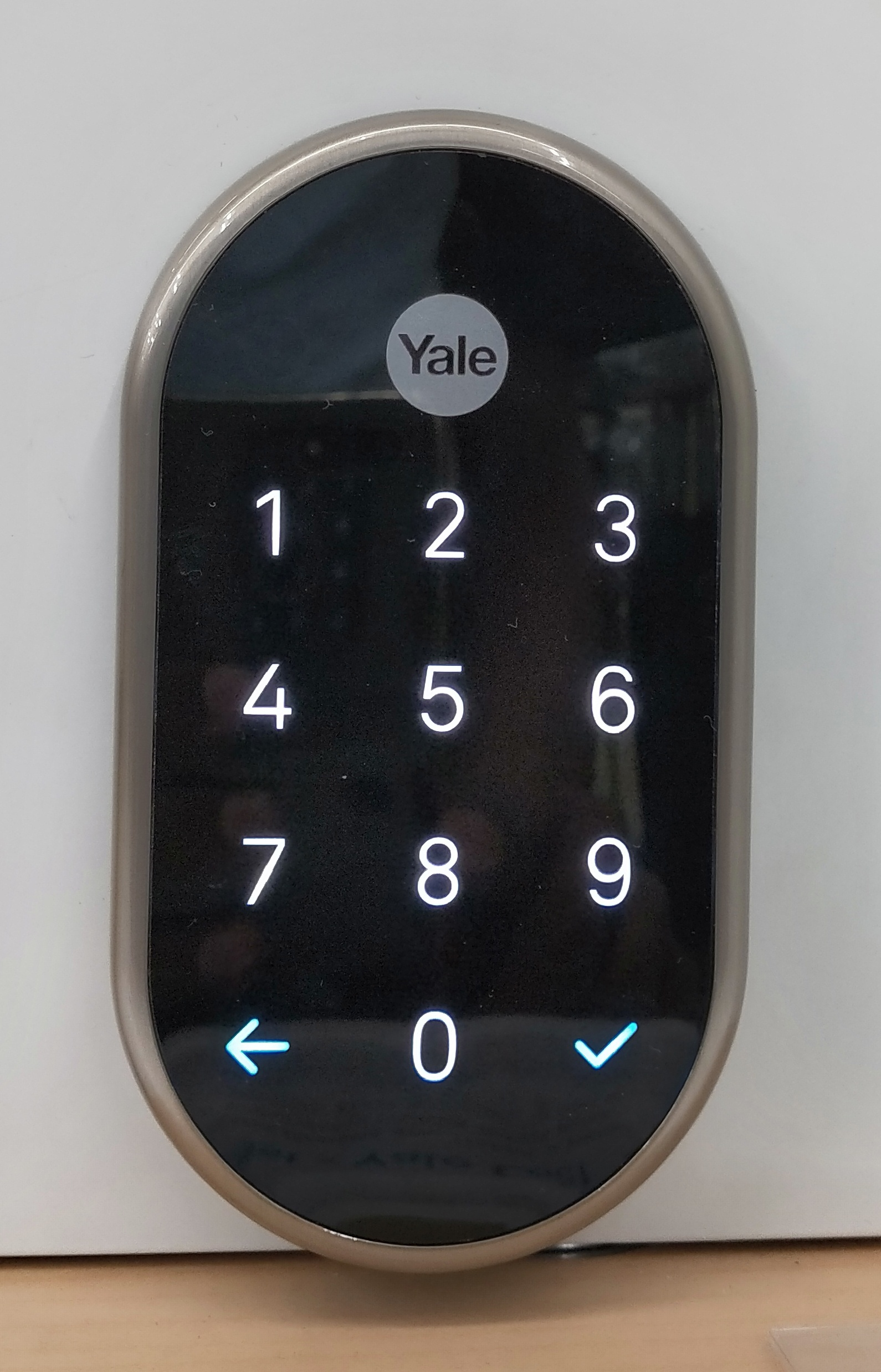
전자 키패드 락

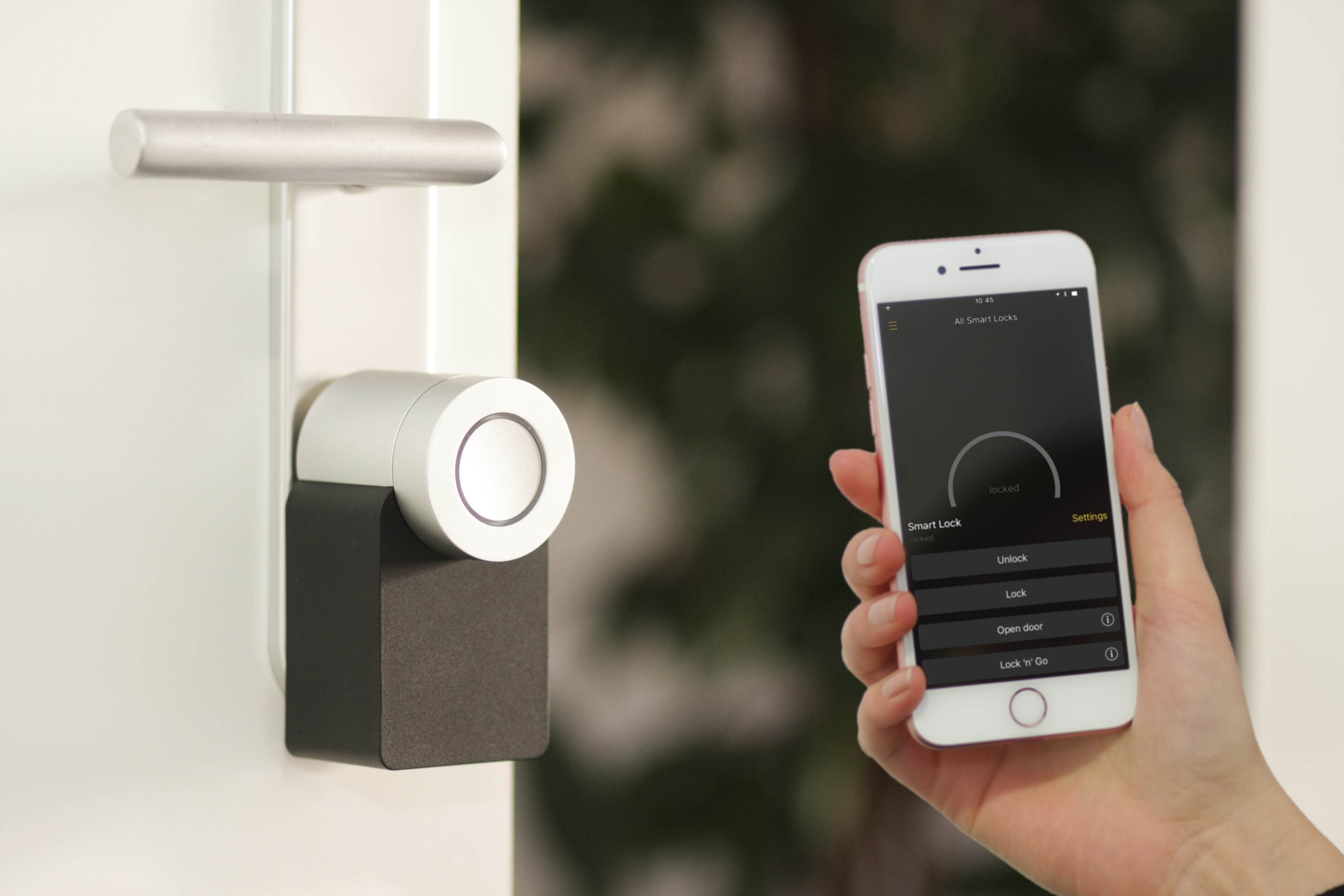
전화 앱에 의해 제어되는 스마트락

스마트락(smart lock)은 등록된 모바일 기기로부터 전자 키패드, 생체인식 센서, 출입 카드, 블루투스, 와이파이 등을 통해 알림을 받으면 문을 잠그거나 잠금 해제 작업을 수행하도록 설계된 전자 전자기계식 자물쇠이다. 이러한 잠금 장치는 고급 기술과 인터넷 통신을 사용하여 사용자가 보다 쉽게 접근하고 침입자로부터 보안을 강화할 수 있기 때문에 스마트락이라고 한다. 스마트락의 주요 구성 요소에는 물리적 잠금 장치, 열쇠(전자식, 디지털 암호화 또는 열쇠 없는 출입을 제공하는 가상 키일 수 있음), 보안 블루투스 또는 와이파이 연결 및 관리 모바일 앱이 포함된다. 스마트락은 액세스를 모니터링하고 모니터링하는 다양한 이벤트는 물론 장치 상태와 관련된 기타 중요한 이벤트에 대한 응답으로 경고를 보낼 수도 있다. 스마트락은 스마트 홈의 일부로 간주될 수 있다.
대부분의 스마트락은 기계식 자물쇠(데드볼트를 포함한 간단한 자물쇠 유형)에 설치되며 일반 자물쇠를 물리적으로 업그레이드한다. 최근에는 스마트락 컨트롤러도 시장에 등장했다.
기존 자물쇠와 마찬가지로 스마트락이 작동하려면 자물쇠와 열쇠라는 두 가지 주요 부분이 필요하다. 이러한 전자 잠금 장치의 경우 열쇠는 물리적인 열쇠가 아니라 문을 자동으로 잠금 해제하는 데 필요한 인증을 무선으로 수행하는 스마트폰이나 특수 전자열쇠 또는 이러한 목적으로 명시적으로 구성된 키 카드이다.
스마트락을 사용하면 사용자는 가상 키를 통해 제3자에게 액세스 권한을 부여할 수 있다. 이 키는 이메일, SMS 등의 표준 메시징 프로토콜이나 전용 애플리케이션을 통해 수신자 스마트폰으로 전송될 수 있다. 이 키를 받으면 수신자는 발신자가 이전에 지정한 기간 동안 모바일 장치를 사용하여 스마트락을 잠금 해제할 수 있다.
특정 스마트락에는 액세스 알림이나 카메라와 같은 모니터링 기능을 통해 액세스를 요청하는 사람을 보여줄 수 있는 와이파이 연결이 내장되어 있다. 일부 스마트락 장치는 스마트 초인종과 함께 작동하여 사용자가 누가 언제 문 앞에 있는지 확인할 수 있다. 이제 많은 스마트락에는 지문 센서와 같은 생체 인식 기능도 탑재되어 있다. 생체인식은 비밀번호만 사용하는 것보다 더 많은 보안을 제공하기 때문에 점점 더 대중화되고 있다. 저장된 정보가 아닌 고유한 물리적 특성을 활용하기 때문이다.
스마트락은 Bluetooth Low Energy 및 SSL을 사용하여 통신하고 128/256비트 AES를 사용하여 통신을 암호화할 수 있다.